# Mathias Holzner
Mathias Holzner es un deportista alemán que compitió en triatlón. Ganó una medalla de plata en el Campeonato Mundial de Triatlón de Invierno de 1997, y una medalla de plata en el Campeonato Europeo de Triatlón de Invierno de 1998.

## Palmarés internacional
| Campeonato Mundial | Campeonato Mundial      | Campeonato Mundial | Campeonato Mundial |
| Año                | Lugar                   | Medalla            | Prueba             |
| ------------------ | ----------------------- | ------------------ | ------------------ |
| 1997               | Malles Venosta (Italia) | Medalla de plata   | Individual         |
| Campeonato Europeo |                         |                    |                    |
| Año                | Lugar                   | Medalla            | Prueba             |
| 1998               | Malles Venosta (Italia) | Medalla de plata   | Individual         |